# Treinamento funcional
O treinamento funcional é uma classificação de exercícios que envolvem treinar o corpo para desenvolver capacidades funcionais necessárias às atividades da vida diária, como saltar, agachar, empurrar, puxar, correr, levantar e arremessar. 
A principal característica de um programa de treinamento funcional é que diversos músculos são estimulados no mesmo exercício. Enquanto programas tradicionais de musculação em aparelhos focam em exercitar músculos individualmente, o treinamento funcional integra diferentes grupos musculares em um mesmo movimento.
O treinamento funcional é bastante versátil e pode ser adaptado para a necessidade de cada praticante. Os objetivos mais comuns são: fortalecer o corpo, melhorar a coordenação motora, emagrecer, desenvolver maior consciência corporal, se recuperar de lesões, melhorar a performance em esportes como o futebol e lutas, entre outras possibilidades.
O método combina exercícios de força, resistência, flexibilidade, mobilidade e equilíbrio, variando a escolha de acordo com o foco do treino. Alguns exercícios comumente utilizados em treinamentos funcionais são: agachamentos, abdominais, flexão de braços, burpees e prancha isométrica. 
A modalidade chegou ao Brasil por volta dos anos 90, sendo inicialmente utilizada no ramo das lutas e reabilitação física, até chegar ao formato conhecido hoje em dia. 

## Origens
O treinamento funcional tem suas origens na reabilitação. Terapeutas físicos e ocupacionais e quiropráticos costumam usar essa abordagem para treinar novamente pacientes com distúrbios do movimento. As intervenções são projetadas para incorporar a prática específica de tarefas e contextos em áreas significativas para cada paciente, com um objetivo geral de independência funcional. Por exemplo, exercícios que imitam o que os pacientes fizeram em casa ou no trabalho podem ser incluídos no tratamento para ajudá-los a voltar à vida ou ao trabalho após uma lesão ou cirurgia. Assim, se o trabalho de um paciente exigisse repetidamente levantamento pesado, a reabilitação seria direcionada para o levantamento pesado, se o paciente fosse pai de crianças pequenas, seria direcionado para levantamento e resistência moderados, e se o paciente fosse um maratonista, o treinamento seria direcionado à reconstrução da resistência. No entanto, os tratamentos são planejados após uma análise cuidadosa da condição do paciente, o que ele ou ela gostaria de alcançar e a garantia de que as metas do tratamento sejam realistas e alcançáveis.
O treinamento funcional tenta adaptar ou desenvolver exercícios que permitam aos indivíduos realizar as atividades da vida cotidiana com mais facilidade e sem lesões.
No contexto da construção do corpo, o treinamento funcional envolve principalmente atividades de sustentação de peso direcionadas aos músculos centrais do abdome e da região lombar. Fabio Martella escreveu que a maioria das instalações fitness tem uma variedade de aparelhos de musculação que têm como alvo isolar músculos específicos. Como resultado, os movimentos não têm necessariamente relação com os movimentos que as pessoas fazem em suas atividades ou esportes regulares. Enquanto isso, o treinamento funcional preocupa-se em exercitar o maior número possível de músculos simultaneamente, assim como ocorre no cotidiano.
Na reabilitação, o treinamento não precisa necessariamente envolver atividades de sustentação de peso, mas pode ter como objetivo qualquer tarefa ou uma combinação de tarefas com as quais o paciente esteja tendo dificuldades. O treinamento de equilíbrio postural, por exemplo, é frequentemente incorporado ao plano de tratamento do paciente, caso tenha sido prejudicado após lesão ou doença.

## Evidências
A reabilitação após o AVC evoluiu nos últimos 15 anos, desde técnicas convencionais de tratamento até técnicas específicas de treinamento, que envolvem o treinamento de funções básicas, habilidades e resistência (muscular e cardiovascular). O treinamento funcional tem sido fortemente apoiado em pesquisas baseadas em evidências para reabilitação dessa população. Foi demonstrado que o treinamento específico para tarefas produz uma reorganização cortical duradoura, específica para as áreas do cérebro usadas em cada tarefa. Estudos também mostraram que os pacientes obtêm maiores ganhos em tarefas funcionais utilizadas em sua reabilitação e, como são mais propensos a continuar realizando essas tarefas na vida cotidiana, obtêm-se melhores resultados durante o acompanhamento.

## Componentes de um programa de exercícios funcionais
Para ser eficaz, um programa de exercícios funcionais deve incluir vários elementos diferentes que podem ser adaptados às necessidades ou objetivos de um indivíduo: 
- Baseado em tarefas funcionais direcionadas às atividades da vida cotidiana.
- Individualizado - um programa de treinamento deve ser adaptado a cada indivíduo. Qualquer programa deve ser específico aos objetivos de um indivíduo, com foco em tarefas significativas. Também deve ser específico ao estado de saúde individual, incluindo presença ou histórico de lesões. Uma avaliação deve ser realizada para ajudar a orientar a seleção de exercícios e a carga de treinamento.
- Integrado - deve incluir uma variedade de exercícios que trabalham com flexibilidade, core, equilíbrio, força e potência, com foco em vários planos de movimento.
- Progressivo - O treinamento progressivo aumenta constantemente a dificuldade da tarefa.
- Periodizado - principalmente treinando com prática distribuída e variando as tarefas.
- Repetido frequentemente.
- Uso de manipulação de objetos da vida real.
- Executado em ambientes específicos de contexto.
- O feedback deve ser incorporado após a realização do treino.